# Gandulf z Binasco
Gandulf z Binasco, Gandolf Sacchi (ur. w XII wieku w Binasco, zm. 3 kwietnia 1260 w Polizzi Generosa) – błogosławiony katolicki, franciszkanin, eremita.

## Życiorys
Prowadził działalność na terenie Sycylii (m.in. w Palermo, Termini Imerese, Castelvetrano). Za zgodą przełożonych podjął ascezę w pustelni pod Polizzi Generosa, gdzie w miejscowym hospicjum św. Mikołaja wygłaszał kazania.
W 1881 roku papież Leon XIII zaaprobował kult Gandulfa z Binasco.
Jego wspomnienie w Kościele katolickim przypada na 17 września, a franciszkanie obchodzą 3 kwietnia.